# Гостичево
Гостичево — деревня в Гдовском районе Псковской области России. Входит в состав Плесновской волости.

## География
Деревня находится в северной части Псковской области, на востоке района, в зоне хвойно-широколиственных лесов, на обоих берегах реки Яня (притока Плюссы), в 37 км к востоку от города Гдова, административного центра района.  и в 16 км к югу от волостного центра Плесна.  Территория на правом берегу ранее называлась деревней Верховье 3-е.

### Климат
Климат характеризуется как умеренно континентальный, с относительно коротким тёплым летом и продолжительной, как правило, снежной зимой. Средняя многолетняя температура самого холодного месяца (января) составляет −8 °С, температура самого тёплого (июля) — +17,4 °С. Среднегодовое количество осадков — 684 мм.

## Население
| 2001 | 2002 | 2010 |
| ---- | ---- | ---- |
| 7    | ↗10  | ↘4   |

Согласно результатам переписи 2002 года, в национальной структуре населения русские составляли 100 % из человек.

## Инфраструктура
Личное подсобное хозяйство с зоной сельскохозяйственного использования, индивидуальная застройка усадебного типа.

## Транспорт
Правобережную и левобережную части деревни связывает деревянный мост.
Просёлочные дороги.